# Oțelul răzbună (film)
Oțelul răzbună este un film românesc realizat în 1913 de către regizorul Aristide Demetriade. Astăzi, la Arhiva Națională de Filme (ANF) se mai păstrează circa un minut din acest film.

## Synopsis
Inginerii Radu Corbea și Mihai Grozea, angajații industriașului Matei Daiu, sunt, amândoi, îndrăgostiți de frumoasa Marietta, fiica patronului lor. Neloial în acest duel, fără scrupule, Corbea pune la cale un accident de tren în care rivalul său urma să-și piardă viața. Printr-o fericită coincidență, Marietta este purtată într-o promenadă cu avionul de către unul din prietenii casei și, de acolo de sus, îl surprinde pe Corbea în timp ce desface șina căii ferate. După o cursă senzațională, accidentul este evitat la timp. Surprins de apariția lui Grozea - pe care-l credea mort - în atelierul uzinei, Corbea face o mișcare necugetată și, prins de roata agregatului, este sfâșiat. Iată «răzbunarea oțelului»!

## Aprecieri în presa vremii
"De rândul acesta, orgoliul meu n-a mai suferit nici o dezamăgire [...] Am simțit marea mulțumire că se pot face filme bune românești și se pot face chiar cu puține sforțări. «Oțelul răzbună» e o dovadă frumoasă. Artiștii, cât se poate de expresivi, îndeplinesc cu succes cerințele acțiunii cinematografice. Filmul acesta, cel mai reușit film românesc, e un imbold serios și, mai ales, e reînvierea multor nădejdi aproape pierdute..." Mihail Sorbul, „Rampa”.